# Twisted Transistor
Twisted Transistor — песня ню-метал-группы Korn и первый сингл с их седьмого студийного альбома See You on the Other Side.

## Успешность
Песня стала третьим по успешности в Billboard Hot 100 синглом Korn, достигнув 64-й строчки, и лучшим в чарте Mainstream Rock, заняв третье место. Также сингл стал одной из наиболее узнаваемых песен. Песня ознаменовала изменение в направлении развития группы, избравшей более близкий к поп-музыке, прыгающий звук, свободный от большинства яростных криков вокалиста Джонатана Дэвиса, характеризовавших предыдущие альбомы группы, а колотящие риффы бывшего гитариста группы Брайана Вэлча сменились более простыми и мощными аккордами и утяжеленными, легко запоминающимися припевами.

## Видео
Видео на песню было стилизовано в псевдодокументальной манере в духе Spinal Tap, где четыре рэпера изображали музыкантов Korn: Lil Jon как Джонатан Дэвис, Xzibit как Филди, Дэвид Бэннер как Дэвид Сильверия, и Снуп Догг как Манки. Настоящие музыканты Korn появлялись в конце клипа в роли представителей «Fony Music», жалуясь как плохо продается это музыкальное видео, потому что в нём не хватает «блинг-блинг (на английском сленге — ювелирные украшения)» и «booty shaking» (отсутствие голых девиц). Дэвид Бэннер во время интервью в шутку заметил, что «Выступавшие перед вами люди могли бы стать новой группой».

## Возможные совместные проекты
Джонатан Дэвис сказал, что рэперу Xzibit, появившемуся в видео на песню «Twisted Transistor» в роли Филди, так понравилось сниматься в этом клипе, что он и Дэвис думают о создании подобного псевдодокументального видео, с рэперами изображающими Korn в их обычный рутинный день. Джонатан сказал, что у него в запасе много идей для фильма, и Xzibit с Снупп Доггом выдвигают массу встречных идей.

## Джонатан Дэвис комментирует значение песни
Знаете, такое чувство, когда ты сидишь в одиночестве в своей комнате, все плохо, и ничего вокруг не внушает позитив, и вдруг внезапно ты включаешь радио, и тут же «погружаешься в музыку». Вот это и есть тема «Twisted Transistor», выраженная в строчке: «Одинокая жизнь, где никто не понимает тебя, но не сдавайся, потому что тебя понимает музыка».

## Появление в медиа
- Песня вошла в игру EA Sports Arena Football в качестве части саундтрека

## Список композиций
Британское издание 

7" VUS316, CD VUSCD316
1. «Twisted Transistor» (радиоверсия)
2. «Too Late I’m Dead»

Австралийское издание 

CD 3474592
1. «Twisted Transistor» (радиоверсия)
2. «Appears»
3. «Twisted Transistor» (Kupper’s Elektro-tek radio edit)

## Дополнительные факты
- Песня использовалась в качестве музыки во время выхода рестлера «Песочный человек» (англ. The Sandman)[источник не указан 278 дней]